# Polyura arja
Polyura arja is een vlinder uit de familie van de Nymphalidae. De wetenschappelijke naam van de soort is voor het eerst geldig gepubliceerd in 1866 door Felder.

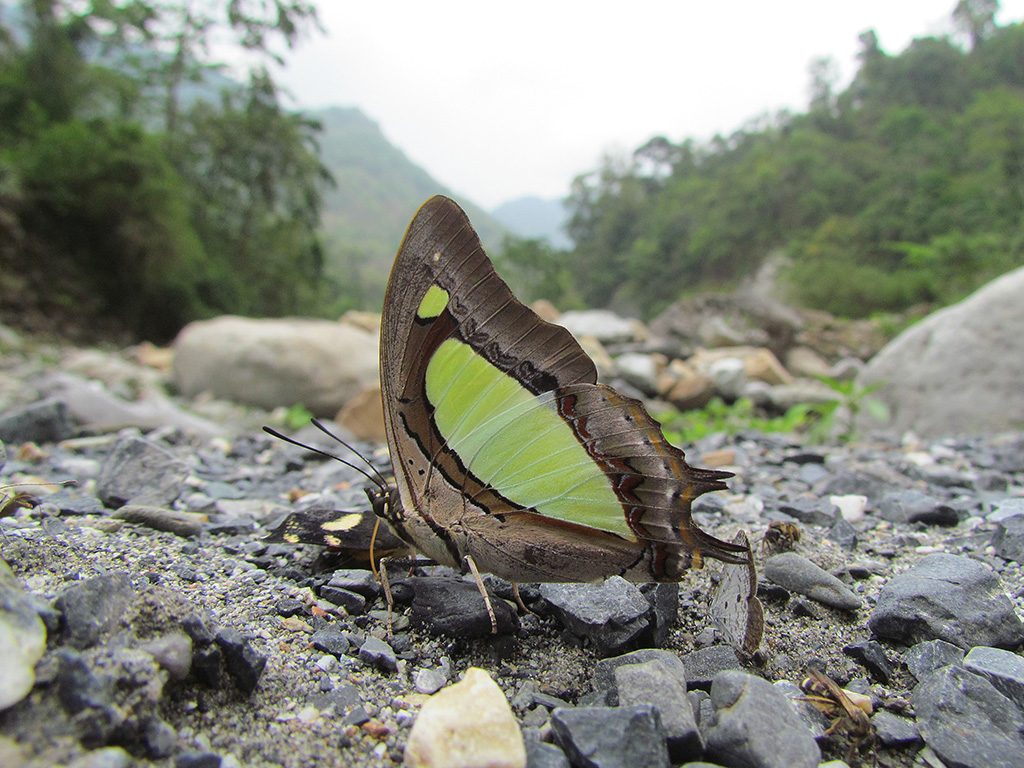
Mud puddling of Pallid Nawab Polyura arja found in the river bed of Jayanti,Buxa Tiger Reserve,West Bengal,India